# Ross (Écosse)
Pour les articles homonymes, voir Ross.
Ross  (Ros en gaélique écossais) est une région d'Écosse et un ancien mormaerdom, puis comté, désormais inclus dans le council aera des Higlands. Le siège du comté était à Dingwall, qui abrite un club de football, le Ross County Football Club, nommé d'après le comté.

## Origine
Le nom de Ross dériverait d'une mot  gaélique signifiant promontoire - peut-être en référence l'est du Ross actuel, limité par le  Dornoch Firth et le Cromarty Firth, i.e. la péninsule de Tarbat. Le nom vieux norrois des  Orcades - Hrossay qui signifie Ile cheval - est une autre possibilité. 

## Sources
- (en) Cet article est partiellement ou en totalité issu de l’article de Wikipédia en anglais intitulé « Ross » (voir la liste des auteurs).